# Seropédica (ort)
Seropédica är en ort i Brasilien.   Den ligger i kommunen Seropédica och delstaten Rio de Janeiro, i den sydöstra delen av landet, 900 km sydost om huvudstaden Brasília. Seropédica ligger 40 meter över havet och antalet invånare är 54 846.
Terrängen runt Seropédica är platt åt sydost, men åt nordväst är den kuperad. Runt Seropédica är det tätbefolkat, med 683 invånare per kvadratkilometer.. Närmaste större samhälle är Queimados, 15,9 km öster om Seropédica. 
Omgivningarna runt Seropédica är huvudsakligen savann.